# 罗伯特·迈耶斯
罗伯特·迈耶斯（英語：Robert Meyers，1924年8月11日—2014年3月22日），加拿大男子冰球运动员，场上位置是后卫。他曾代表加拿大参加1952年冬季奥林匹克运动会冰球比赛，获得一枚金牌。